# Tanjung Beludu
Tanjung Beludu is een bestuurslaag in het regentschap Indragiri Hulu van de provincie Riau, Indonesië. Tanjung Beludu telt 1731 inwoners (volkstelling 2010).